# A Japan Airlines 123-as járatának katasztrófája
A Japan Airlines 123-as járata menetrend szerinti belföldi utasszállító járat volt Tokióból Oszakába. 1985. augusztus 12-én a szolgálatot üzemeltető Boeing 747 súlyos szerkezeti meghibásodást és dekompressziót szenvedett a repülés 12. percében. A 747-es további 32 percig minimális irányítás alatt repült, majd a Tokiótól 100 kilométerre lévő Takamagahara-hegy környékén lezuhant. 
A nagy sűrűségű üléskonfigurációval rendelkező repülőgép 524 embert szállított. A balesetben a legénység mind a 15 tagja és a fedélzeten tartózkodó 509 utas közül 505 meghalt, csak négy túlélő maradt. Becslések szerint 20-50 utas is túlélte a kezdeti balesetet, de néhány órával később a mentésre várva meghaltak súlyos sérüléseik miatt. A 123-as járat lezuhanása a repülés történetének leghalálosabb repülőgép-balesete. A Japán Repülőgép-baleseteket Vizsgáló Bizottság (AAIC) az Egyesült Államok Nemzeti Közlekedésbiztonsági Testületének közreműködésével arra a következtetésre jutott, hogy a szerkezeti hibát a Boeing technikusainak hibás javítása okozta egy hét évvel korábbi incidenst követően. Amikor a helytelen javítás végül meghibásodott, az gyors dekompressziót eredményezett, amely leszakította a farok nagy részét, és az összes fedélzeti hidraulikus rendszer elvesztését okozta, letiltva a repülőgép repülésvezérlését.